# 桑州
桑州，元朝时设置的州。
治所在今中華人民共和國贵州省罗甸县北，属八番顺元宣慰司。辖境相当今贵州省罗甸县北部、惠水县南部。后废。